# Laboratorium (chemische Fabrik)
Das Laboratorium in Winterthur war die erste chemische Fabrik der Schweiz und nahm 1778 ihren Betrieb auf.

## Geschichte
Gegründet wurde das Laboratorium von den drei Winterthurer Geschäftsleuten Johann Heinrich Ziegler, Johann Sebastian Clais und Johann Jakob Sulzer «zum Tiger» (1738–1797). Diese erbauten das Laboratorium im heutigen Quartier Neuwiesen in den Jahren 1777 bis 1781 und begannen dort zuerst mit der Produktion von Vitriolöl (alter Name für Schwefelsäure), das zum Bleichen und Färben von Textilien gebraucht wurde.
Erster Leiter des Laboratoriums bei der Inbetriebnahme 1778 war Johann Jakob Sulzer. Später wurde die Leitung des Laboratoriums von Sulzers Sohn, Jakob Ziegler-Pellis, übernommen. 1830 wurde das Laboratorium um eine Glasbläserei erweitert. Später ereigneten sich unter der Führung von Jakob Ziegler zwei Explosionen, bei denen zwei Menschen umkamen. Während die erste Explosion einer Pulvermühle noch ohne weitere Folgen blieb, wurde Ziegler für die zweite Explosion bei einem Experiment mit Sprengstoff, bei der eine Magd ums Leben kam, wegen fahrlässiger Tötung zu einer Gefängnisstrafe verurteilt. Der 88-jährige Ziegler verstarb jedoch, noch bevor das Urteil vollzogen werden konnte. 1854 stellte die Fabrik ihren Betrieb ein.
1960 wurde das letzte Gebäude des ehemaligen Laboratoriums an der Laboratoriumsstrasse in Winterthur abgerissen. Heute erinnert neben dem Strassennamen "Laboratoriumstrasse" eine Plakette an die Bedeutung dieses Ortes, an dem heute das Pfarreiheim der katholischen Gemeinde der St. Peter und Paul steht.